# Campeonato Europeu de Patinação Artística no Gelo de 1974
O Campeonato Europeu de Patinação Artística no Gelo de 1974 foi a sexagésima sexta edição do Campeonato Europeu de Patinação Artística no Gelo, um evento anual de patinação artística no gelo organizado pela União Internacional de Patinação (em inglês:  International Skating Union) onde os patinadores artísticos competem pelo título de campeão europeu. A competição foi disputada entre os dias 29 de janeiro e 2 de fevereiro, na cidade de Zagreb, Iugoslávia.

## Eventos
- Individual masculino
- Individual feminino
- Duplas
- Dança no gelo

## Medalhistas
| Evento                        | Ouro                                                      | Prata                                             | Bronze                                                  |
| Individual masculino detalhes | Jan Hoffmann · Alemanha Oriental                          | Sergei Volkov · União Soviética                   | John Curry · Reino Unido                                |
| Individual feminino detalhes  | Christine Errath · Alemanha Oriental                      | Dianne de Leeuw · Países Baixos                   | Liana Drahová · Tchecoslováquia                         |
| Duplas detalhes               | Irina Rodnina · Alexander Zaitsev · União Soviética       | Romy Kermer · Rolf Österreich · Alemanha Oriental | Liudmila Smirnova · Alexei Ulanov · União Soviética     |
| Dança no gelo detalhes        | Liudmila Pakhomova · Alexander Gorshkov · União Soviética | Hilary Green · Glyn Watts · Reino Unido           | Natalia Linichuk · Gennadi Karponosov · União Soviética |

## Resultados

### Individual masculino
| Pos.              | Nome                | Nacionalidade      |
| ----------------- | ------------------- | ------------------ |
| Medalha de ouro   | Jan Hoffmann        | Alemanha Oriental  |
| Medalha de prata  | Sergei Volkov       | União Soviética    |
| Medalha de bronze | John Curry          | Reino Unido        |
| 4                 | Vladimir Kovalev    | União Soviética    |
| 5                 | Yuri Ovchinnikov    | União Soviética    |
| 6                 | László Vajda        | Hungria            |
| 7                 | Didier Gailhaguet   | França             |
| 8                 | Zdeněk Pazdírek     | Tchecoslováquia    |
| 9                 | Bernd Wunderlich    | Alemanha Oriental  |
| 10                | Frantisek Pechar    | Tchecoslováquia    |
| 11                | Robin Cousins       | Reino Unido        |
| 12                | Erich Reifschneider | Alemanha Ocidental |
| 13                | Michael Glaubitz    | Alemanha Oriental  |
| 14                | Ronald Koppelent    | Áustria            |
| 15                | Rolando Bargaglia   | Itália             |
| 16                | Glyn Jones          | Reino Unido        |
| 17                | Pascal Delorme      | França             |
| 18                | Thomas Öberg        | Suécia             |
| 19                | Pekka Leskinen      | Finlândia          |
| 20                | Rob Ouwerkerk       | Países Baixos      |
| 21                | Jacek Żylski        | Polônia            |
| 22                | Silvo Svajger       | Iugoslávia         |
| 23                | Gheorghe Fazekas    | Romênia            |
| 24                | Paul Cechmanek      | Luxemburgo         |

### Individual feminino
| Pos.              | Nome                | Nacionalidade      |
| ----------------- | ------------------- | ------------------ |
| Medalha de ouro   | Christine Errath    | Alemanha Oriental  |
| Medalha de prata  | Dianne de Leeuw     | Países Baixos      |
| Medalha de bronze | Liana Drahová       | Tchecoslováquia    |
| 4                 | Gerti Schanderl     | Alemanha Ocidental |
| 5                 | Karin Iten          | Suíça              |
| 6                 | Maria McLean        | Reino Unido        |
| 7                 | Anett Pötzsch       | Alemanha Oriental  |
| 8                 | Isabel de Navarre   | Alemanha Ocidental |
| 9                 | Marion Weber        | Alemanha Oriental  |
| 10                | Sonja Balun         | Áustria            |
| 11                | Cinzia Frosio       | Itália             |
| 12                | Hana Knapova        | Tchecoslováquia    |
| 13                | Susanne Altura      | Áustria            |
| 14                | Marie-Claude Bierre | França             |
| 15                | Gail Keddie         | Reino Unido        |
| 16                | Lise-Lotte Öberg    | Suécia             |
| 17                | Helena Gazvoda      | Iugoslávia         |
| 18                | Zdenka Fiuraskova   | Tchecoslováquia    |
| 19                | Sophie Verlaan      | Países Baixos      |
| 20                | Evelyne Reusser     | Suíça              |
| 21                | Marina Sanaya       | União Soviética    |
| 22                | Manuele Bertele     | Itália             |
| 23                | Petra Wagner        | Alemanha Ocidental |
| 24                | Grażyna Dudek       | Polônia            |
| 25                | Kathy Brunner       | Suíça              |
| 26                | Susan Broman        | Finlândia          |
| 27                | Ágnes Erős          | Hungria            |
| 28                | Bente Tverran       | Noruega            |

### Duplas
| Pos.              | Nome                                    | Nacionalidade      |
| ----------------- | --------------------------------------- | ------------------ |
| Medalha de ouro   | Irina Rodnina / Alexander Zaitsev       | União Soviética    |
| Medalha de prata  | Romy Kermer / Rolf Österreich           | Alemanha Oriental  |
| Medalha de bronze | Liudmila Smirnova / Alexei Ulanov       | União Soviética    |
| 4                 | Manuela Groß / Uwe Kagelmann            | Alemanha Oriental  |
| 5                 | Nadezhda Gorshkova / Evgeni Shevalovski | União Soviética    |
| 6                 | Karin Künzle / Christian Künzle         | Suíça              |
| 7                 | Corinna Halke / Eberhard Rausch         | Alemanha Ocidental |
| 8                 | Ursula Nemec / Michael Nemec            | Áustria            |
| 9                 | Katja Schubert / Knut Schubert          | Alemanha Oriental  |
| 10                | Grażyna Kostrzewińska / Adam Brodecki   | Polônia            |
| 11                | Teresa Skrzek / Piotr Sczypa            | Polônia            |
| 12                | Florence Cahn / Jean-Roland Racle       | França             |
| 13                | Rijana Hartmanova / Petr Starec         | Tchecoslováquia    |
| 14                | Pascale Kovelmann / Jean-Pierre Rondel  | França             |
| 15                | Linda McCafferty / Colin Taylforth      | Reino Unido        |
| 16                | Petra Schneider / Bodgan Pulcer         | Alemanha Ocidental |
| 17                | Andrea Meier / Roland Meier             | Suíça              |

### Dança no gelo
| Pos.              | Nome                                    | Nacionalidade      |
| ----------------- | --------------------------------------- | ------------------ |
| Medalha de ouro   | Liudmila Pakhomova / Alexander Gorshkov | União Soviética    |
| Medalha de prata  | Hilary Green / Glyn Watts               | Reino Unido        |
| Medalha de bronze | Natalia Linichuk / Gennadi Karponosov   | União Soviética    |
| 4                 | Janet Sawbridge / Peter Dalby           | Reino Unido        |
| 5                 | Irina Moiseeva / Andrei Minenkov        | União Soviética    |
| 6                 | Matilde Ciccia / Lamberto Ceserani      | Itália             |
| 7                 | Krisztina Regőczy / András Sallay       | Hungria            |
| 8                 | Janet Thompson / Warren Maxwell         | Reino Unido        |
| 9                 | Teresa Weyna / Piotr Bojanczyk          | Polônia            |
| 10                | Diana Skotnická / Martin Skotnický      | Tchecoslováquia    |
| 11                | Gerda Bühler / Mathis Bachi             | Suíça              |
| 12                | Sylvia Fuchs / Michael Fuchs            | Alemanha Ocidental |
| 13                | Isabella Rizzi / Luigi Freroni          | Itália             |
| 14                | Eva Pestova / Jiří Pokorny              | Tchecoslováquia    |
| 15                | Brigitte Scheijbal / Walter Leschetizky | Áustria            |
| 16                | Andrea Dohany / György Lenart           | Hungria            |
| 17                | Nicole Rinsant / Dirk Beyer             | Alemanha Ocidental |

## Quadro de medalhas
| Ordem | País              | Medalha de ouro | Medalha de prata | Medalha de bronze |    | Ordem por total |
| ----- | ----------------- | --------------- | ---------------- | ----------------- | -- | --------------- |
| 1     | União Soviética   | 2               | 1                | 2                 | 5  | 1               |
| 2     | Reino Unido       | 1               | 1                | 1                 | 3  | 2               |
| 3     | Alemanha Oriental | 1               | 1                |                   | 2  | 3               |
| 4     | Países Baixos     |                 | 1                |                   | 1  | 4               |
| 5     | Tchecoslováquia   |                 |                  | 1                 | 1  | 4               |
| TOTAL | TOTAL             | 4               | 4                | 4                 | 12 | —               |